# Ansamblul bisericii unitariene din Aita Mare
Ansamblul bisericii unitariene din Aita Mare este un ansamblu de monumente istorice aflat pe teritoriul satului Aita Mare; comuna Aita Mare.  Ansamblul  
poate fi văzut în partea de sud a satului, pe un deal.Fiind totodată cel mai vechi și semnificativ monument al comunei și al satului ,aflându-se în mijlocul unei curți de formă neregulată înconjurat de zidul înalt al castelului.

Ansamblul este format din următoarele monumente:
- Biserica unitariană (cod LMI CV-II-m-A-13117.01)
- Incinta fortificată (cod LMI CV-II-m-A-13117.02)

## Galerie

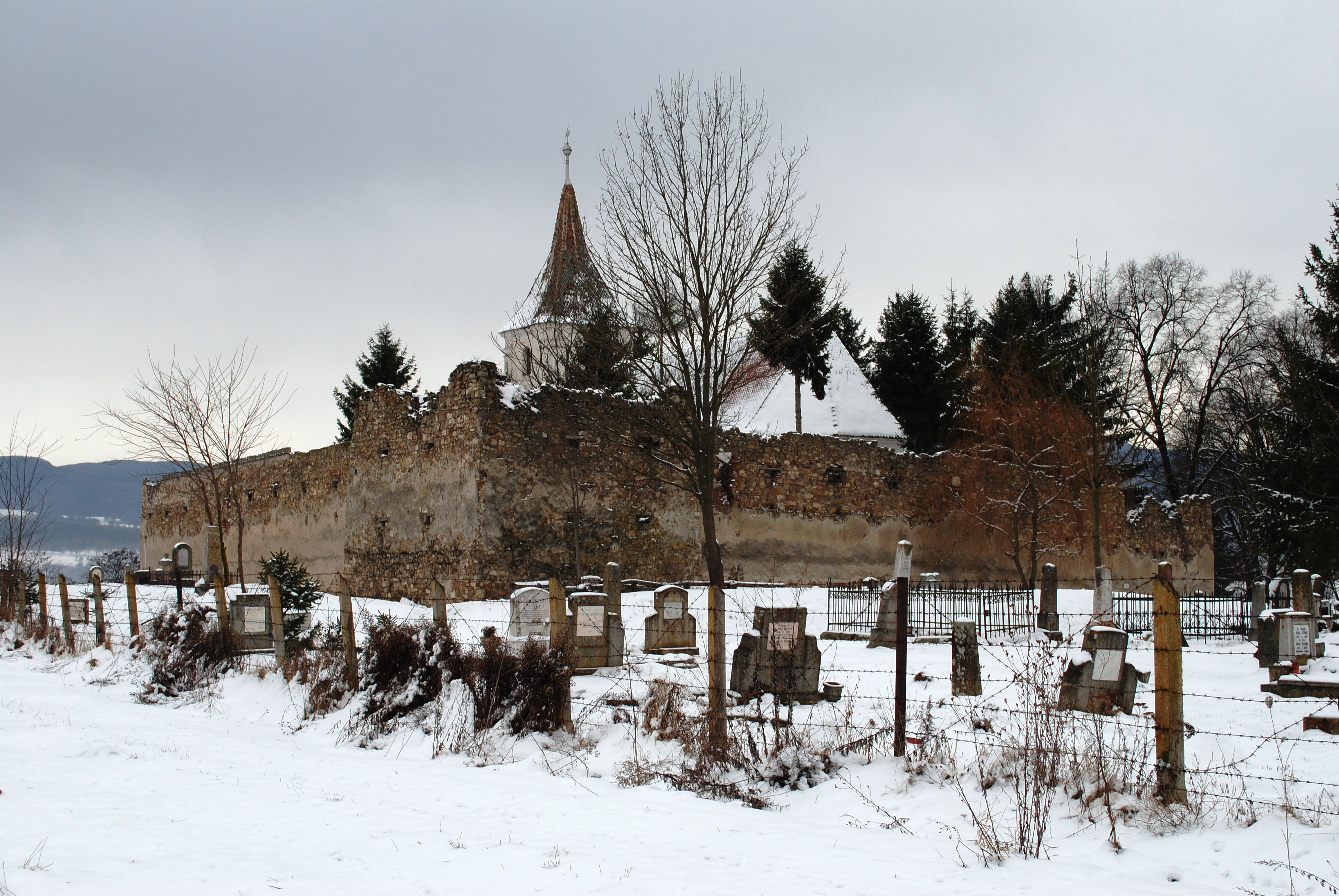
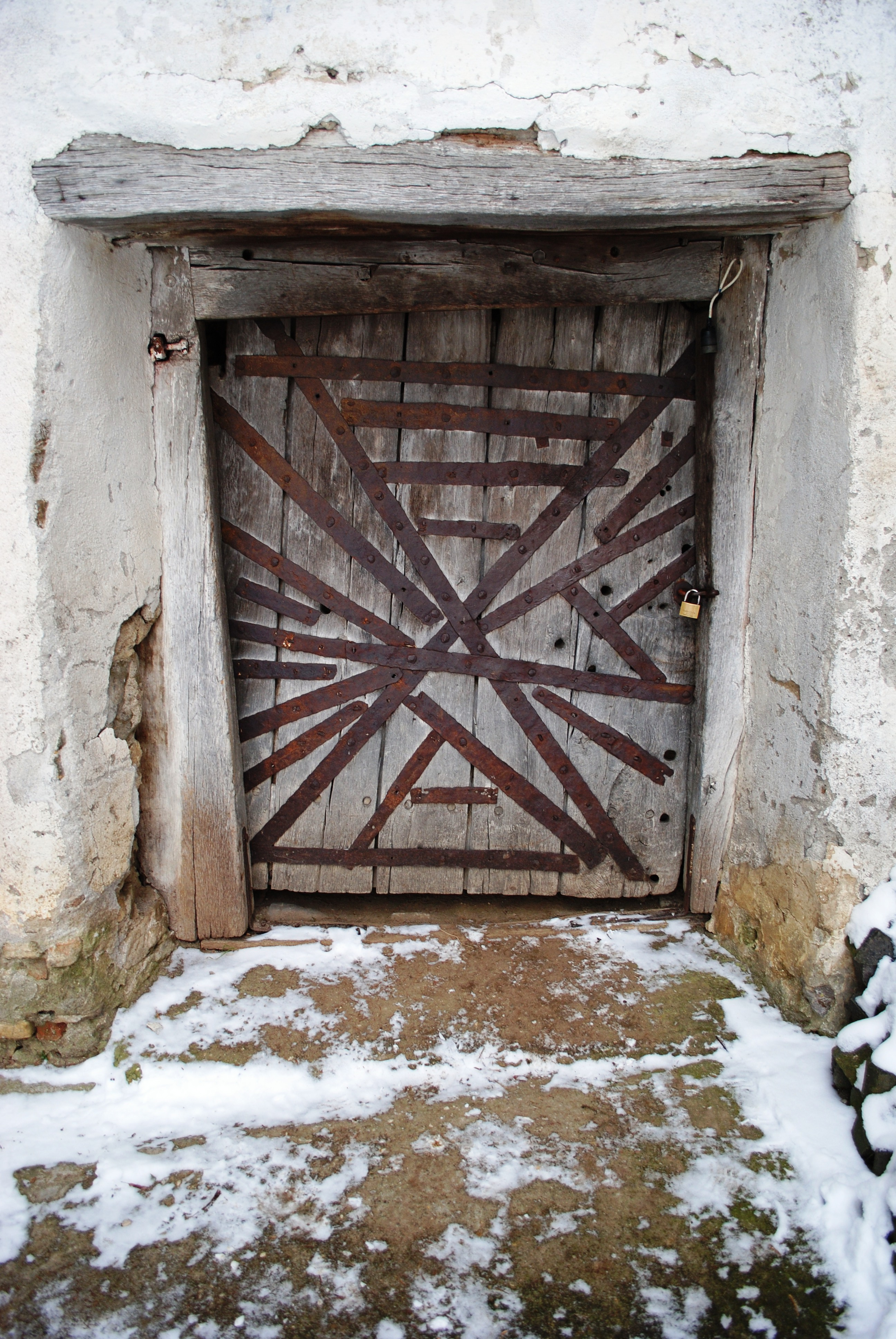
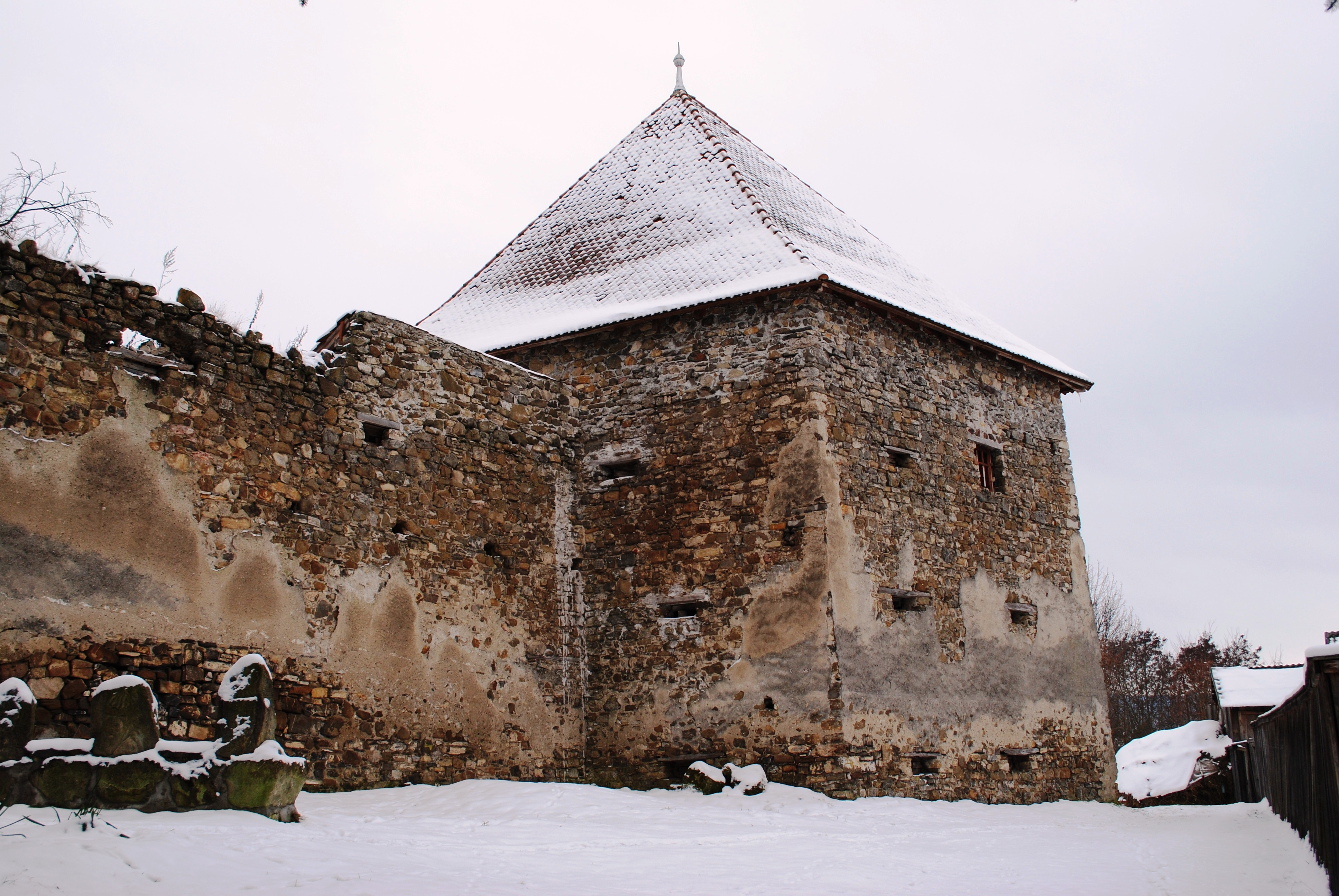
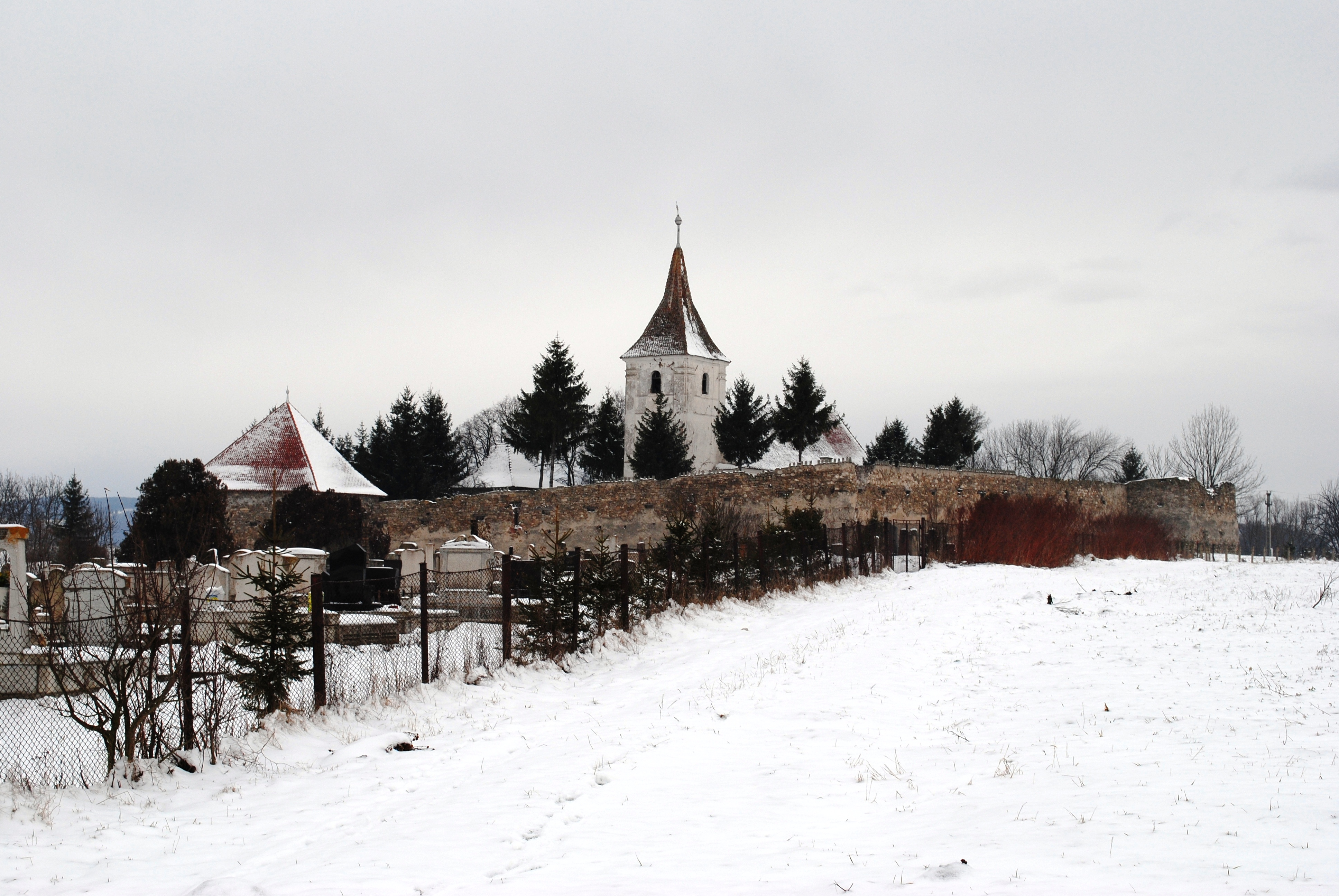